# Guigó
Os guigós (Callicebus) são um gênero de primatas da subfamília Callicebinae, da família dos piteciídeos (Pitheciidae). Possuem costeletas, laterais do pescoço, garganta, face interior dos membros e partes inferiores do corpo uniformemente avermelhadas, contrastando com a coloração marrom-amarelado aguti do dorso, partes externas do tronco, base da cauda e coroa. Fronte em forma de coroa com coloração marrom-avermelhado aguti, bordeada por vibrissas superciliares pretas. Tais primatas chegam a medir até 60 cm de comprimento, cauda longa, pelagem longa, macia e de coloração avermelhada, amarelada ou preta. Eles vivem no biomas sul-americanos da floresta Amazônica e na Mata Atlântica, nos estados brasileiros de Rondônia, Amazonas, Acre, São Paulo, Rio de Janeiro e Minas Gerais, mas também na Colômbia, Peru e norte do Paraguai.

## Outros nomes e etimologia
A espécie também é conhecida como japuçá, saá, uaiapuçá, uapuçá, sauá, boca-d'água, zogó, zogue-zogue ou calicebo. Guigó vem do tupi guygó. Também são conhecidos pelos nomes de guigó, sauá, titi ou zogue-zogue.

## Taxonomia e evolução
O número de espécies conhecidas do gênero tem aumentado nos últimos anos, com quatro, C. stephennashi, C. bernhardi, C. caquetensis, e C. aureipalatii, sendo descritas na bacia amazônica desde 2000. Ademais, a mais recente revisão usa o conceito filogenético de espécie (desse modo, não reconhecendo subespécies) em detrimento do conceito tradicional de espécie. A classificação apresentada aqui, é portanto, muito diferente da usada vinte anos atrás.

Em 2016, Byrne e colaboradores propuseram a divisão do gênero Callicebus em três gêneros, com Plecturocebus e Cheracebus sendo utilizados para as espécies amazônicas e do chaco e pantanal. No entanto, taxonomistas e mastozoólogos sugeriram utilizar Plecturocebus e Cheracebus como subgênero de Callicebus. Os autores citados alegam que a categoria de subgênero evita uma mudança no binômio e ainda transmite a informação que os três clados de sauás e guigós são monofiléticos e proximamente relacionados.

### Espécies
- Subfamília Callicebinae
  - Gênero Callicebus
    - Subgénero Callicebus
      - Callicebus barbarabrownae
      - Callicebus coimbrai
      - Callicebus melanochir
      - Callicebus nigrifrons
      - Callicebus personatus

    - Subgénero Plecturocebus
      - Grupo C. donacophilus
        - Callicebus donacophilus
        - Callicebus modestus
        - Callicebus oenanthe
        - Callicebus olallae
        - Callicebus pallescens

      - Grupo C. moloch
        - Callicebus baptista
        - Callicebus bernhardi
        - Callicebus brunneus
        - Callicebus cinerascens
        - Callicebus hoffmannsi
        - Callicebus moloch
        - Callicebus vieirai[13]

      - Grupo C. cupreus
        - Callicebus aureipalatii
        - Callicebus caligatus
        - Callicebus caquetensis
        - Callicebus cupreus
        - Callicebus discolor
        - Callicebus dubius
        - Callicebus ornatus
        - Callicebus stephennashi

    - Subgênero Cheracebus
      - Callicebus lucifer
      - Callicebus lugens
      - Callicebus medemi
      - Callicebus purinus
      - Callicebus regulus
      - Callicebus torquatus